# Trio pour hautbois, clarinette et basson d'Auric
Pour les articles homonymes, voir Trio pour hautbois, clarinette et basson.
Le Trio pour hautbois, clarinette et basson est un trio d'anches pour clarinette, hautbois et basson de Georges Auric composé en 1938.

## Présentation
Le Trio pour hautbois, clarinette et basson de Georges Auric est un trio d'anches composé en 1938,. 
L'œuvre, dédiée à Henri Sauguet, est créée le 28 novembre 1938 à Paris, salle Gaveau, lors d'un concert de La Sérénade, par le Trio d'anches de Paris, avec Myrtil Morel au hautbois, Pierre Lefebvre à la clarinette et Fernand Oubradous au basson,. 
Pour le musicologue Alain Poirier, la partition « renoue avec la production d'avant la Sonate pour piano résolument romantique, en se tournant vers l'esprit du divertissement propre à la musique française de l'entre-deux-guerres ». 

## Structure et analyse
Le Trio pour hautbois, clarinette et basson, d'une durée moyenne d'exécution de douze minutes environ, s'inscrit dans le cadre traditionnel des trois mouvements vif, lent et vif :
1. Décidé, « grand pied de nez débridé à toute la musique sérieuse, puisant son inspiration dans la musique clownesque et les rengaines enfantines[4] », où la clarinette « donne le ton avec un sardonisme presque agressif, lequel devient franchement grotesque, voire grinçant, lorsque le hautbois s'approprie le thème transposé dans son registre le plus aigu. Le tout s'achevant, comme il se doit, sur une jolie queue de poisson[4] » ;
2. Romance, « en total contraste, […] instant délicatement élégiaque, [qui] révèle une tendresse toute pudique[4] » ;
3. Final. Vif et joyeux, final à la « simplicité sautillante[4] », dans lequel « une courte section centrale voit les instruments minauder avec une fausse candeur, avant que la conclusion guillerette n'y mette un terme d'un geste souriant mais ferme[4] ».

Le Trio est publié par L'Oiseau Lyre au sein d'un recueil de trios d'anches.
Alain Poirier relève que dans l'ensemble, l'œuvre, qui recherche « la simplicité, se veut agréable et insouciante », retrouve l'esthétique première du Groupe des Six, et constitue, « avec son écriture aérée et frétillante, ainsi que par sa tonalité brillante de ré majeur, une pièce favorite du répertoire pour trio d'anches ».

## Discographie sélective
- 20th Century French Wind Trios — Georges Auric (Trio), Joseph Canteloube (Rustiques), Jean Françaix (Divertissement), Jacques Ibert (Cinq Pièces en trio), Darius Milhaud (Suite d'après Corrette ; Pastorale), Paul Pierné (Bucolique variée), Alexandre Tansman (Suite pour trio d'anches) — The Chicago Chamber Musicians, Cedille Records CDR 90000 040, 1998.
- Trios d'anches — Georges Auric, Jacques Ibert, Darius Milhaud, Jean Françaix, Henri Tomasi, Florent Schmitt (À tour d'anches) — François Meyer (hautbois), Paul Meyer (clarinette), Gilbert Audin (basson), RCA Red Seal 74321 690852, 1999.
- Musique française pour trio d'anches — Georges Auric, Henri Tomasi, Alexandre Tansman, Jacques Ibert, Darius Milhaud — ensemble Trielen, Ad Vitam AV 150230, 2015[5].

### Livres
- Alain Poirier, « Georges Auric », dans François-René Tranchefort (dir.), Guide de la musique de chambre, Paris, Fayard, coll. « Les Indispensables de la musique », 1989, 995 p. (ISBN 2-213-02403-0), p. 7–8.